# WHY@DOLL (アルバム)
『WHY@DOLL』（ホワイドール） は、WHY@DOLLのセカンド・フルアルバム。2017年8月1日にタワーレコードのアイドルレーベル、T-パレットレコードより発売された。

## 解説
ジャケットは前作に引き続き漫画家の窪之内英策が手がけている。
「恋はシュビドゥビドゥバ!」は、メンバー二人による作詞である。

## 収録曲
1. 菫アイオライト
  - ［作詞：つのだゆみこ / 作曲：吉田哲人 / 編曲：吉田哲人、長谷泰宏（ユメトコスメ）］
2. キミはSteady
  - ［作詞：竹内サティフォ / 作曲・編曲：ONIGAWARA］
3. Tokyo Dancing
  - ［作詞：仮谷せいら / 作曲・編曲：Jess & Kenji（give me wallets）］
4. 恋なのかな?
  - ［作詞：竹内サティフォ / 作曲・編曲：ONIGAWARA］
5. マホウノカガミ
  - ［作詞・作曲・編曲：Sosuke Oikawa（CICADA）］
6. 忘れないで
  - ［作詞・作曲：保坂ねこ / 編曲：保坂ねこ、parkman］
7. Dreamin' Night
  - ［作詞・作曲・編曲：Sosuke Oikawa（CICADA）］
8. 夜を泳いで
  - ［作詞：仮谷せいら / 作曲：Jess & Kenji（give me wallets） / 編曲：Kenji（give me wallets）］
9. Hello Hello Hello
  - ［作詞・作曲：保坂ねこ / 編曲：保坂ねこ、parkman］
10. 恋はシュビドゥビドゥバ!
  - ［作詞：青木千春、浦谷はるな / 作曲：吉田哲人 / 編曲：吉田哲人、長谷泰宏］